# Auderville
Auderville ist eine Ortschaft und eine ehemalige französische Gemeinde mit 235 Einwohnern (Stand: 1. Januar 2022) im Département Manche in der Region Normandie. Sie gehörte zum Arrondissement Cherbourg und zum Kanton La Hague.
Mit Wirkung vom 1. Januar 2017 wurde die bisherige Gemeinde Auderville mit den übrigen 18 Gemeinden der ehemaligen Communauté de communes de la Hague zu einer Commune nouvelle mit dem Namen La Hague zusammengeschlossen und verfügt in der neuen Gemeinde über den Status einer Commune déléguée. Der Verwaltungssitz befindet sich im Ort Beaumont-Hague.

## Geografie
Auderville war die normannische Gemeinde, die am westlichsten lag.
Der Ort Auderville liegt an der Nordwestseite des Kaps La Hague am Ärmelkanal, 800 Meter westlich der vormaligen Nachbargemeinde Saint-Germain-des-Vaux und 24 Kilometer nordwestlich von Cherbourg-Octeville. Die Weiler La Roche, La Haye und Goury gehörten zur Gemeinde. Vor der Küste von La Hague verläuft in der Straße von Alderney eine der stärksten Gezeitenströme Europas. Die Gemeinde lag auf der Halbinsel Cotentin, im armorikanischen Massiv nördlich von Jobourg. Cadomische Granite kommen zum Aufschluss.

## Geschichte
Von 1656 bis zur Französischen Revolution (1789–1799) war die Familie Coulon de Couvert im Besitz der Ortschaft Auderville. Ihnen stand auch das Recht zu, sämtliche wertvollen Teile aus Schiffbrüchen zu bergen und zu behalten. Schiffbrüche waren aufgrund des Raz Blanchard nicht selten.

## Bevölkerungsentwicklung
| Jahr      | 1962 | 1968 | 1975 | 1982 | 1990 | 1999 | 2005 | 2015 |
| Einwohner | 232  | 233  | 204  | 218  | 283  | 283  | 283  | 244  |

## Sehenswürdigkeiten
Der Phare de la Hague wurde 1834 von Charles-Félix Morice de la Rue (1800–1880) erbaut. Seit 1837 dient er als Leuchtturm. Er ist 52 Meter hoch. Das Leuchtsystem wurde mehrmals geändert. Die erste Lampe wurde mit Pflanzenöl betrieben, ab 1890 wurde eine Naphtha-Lampe mit sechs Dochten eingebaut und ab 1905 wurde Petroleum verwendet. Im gleichen Jahr wurde eine Metalltreppe eingebaut. Seit 1910 kann der Turm akustische Signale aussenden. Seit 1971 wird der Turm elektrisch betrieben. 1989 wurde der Turm automatisiert und die drei letzten Wächter versahen noch bis Mai 1990 ihren Dienst.

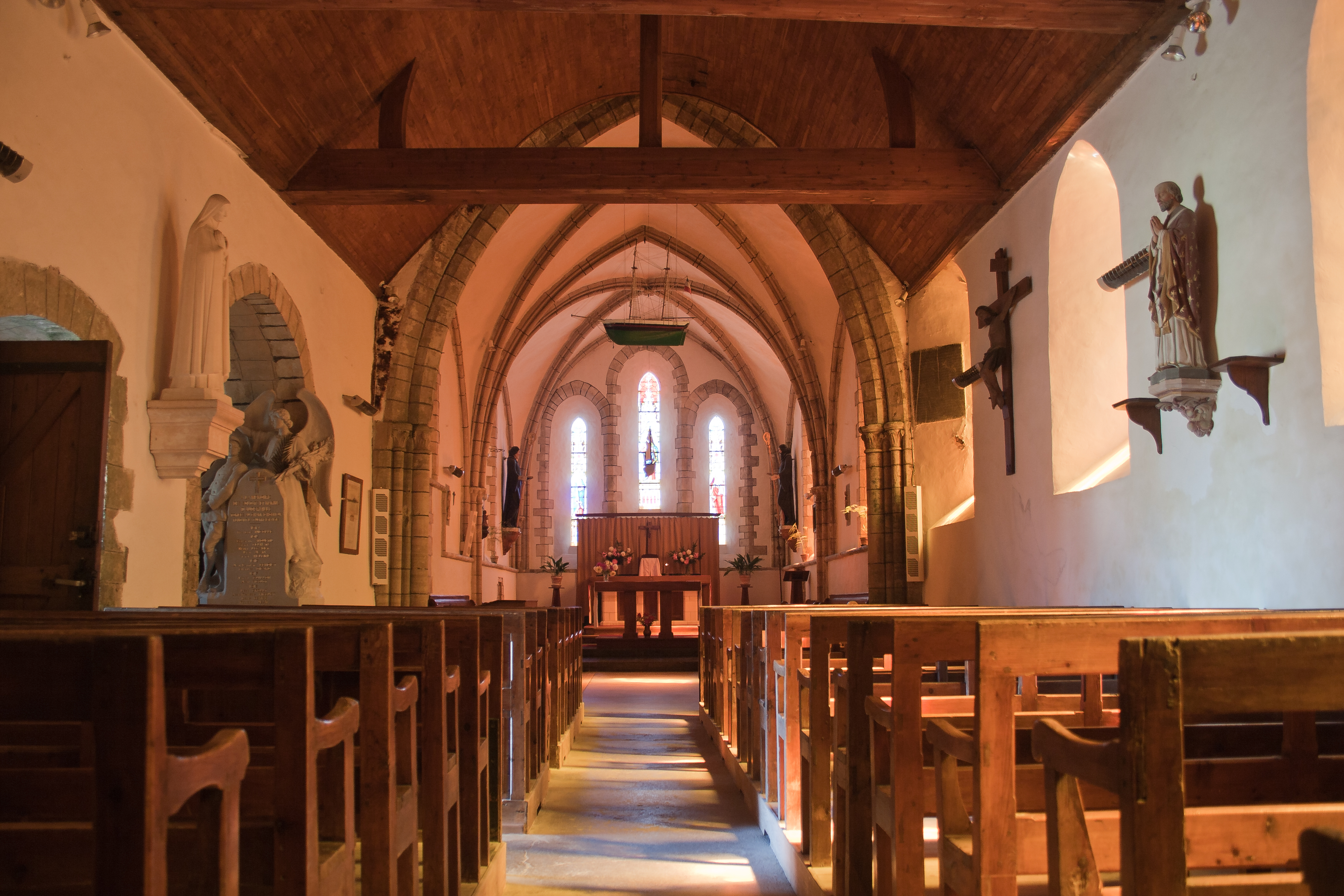
Blick aus dem Kirchenschiff in den Chor

Die Kirche von Auderville wurde im 12. Jahrhundert erbaut, aus jener Zeit sind das Kirchenschiff und der Glockengiebel erhalten geblieben. Die Decke des Kirchenschiffs ist mit Lambris (Holzvertäfelung) verkleidet. Der Chor stammt aus dem 13. Jahrhundert.

## Wirtschaft
Auderville ist von Weiden, Äckern und vom Meer umgeben. Wichtige Erwerbszweige der Audervillais sind die Zucht von Hausrindern und Hausschafen. Es gibt einen kleinen Hafen und eine Station der Société Nationale de Sauvetage en Mer (Nationale Seenotrettungsgesellschaft) in Goury. In Auderville gibt es mehrere Chambre d’hôtes (Gästezimmer).